# Evangelische Kirche (Mittelheim)
Die Evangelische Kirche in Mittelheim ist ein Kirchengebäude der evangelischen Kirchengemeinde von Oestrich-Winkel im Rheingau. Die Gebäudegruppe aus Kirche, Glockenturm und Pfarrhaus steht unter Denkmalschutz.

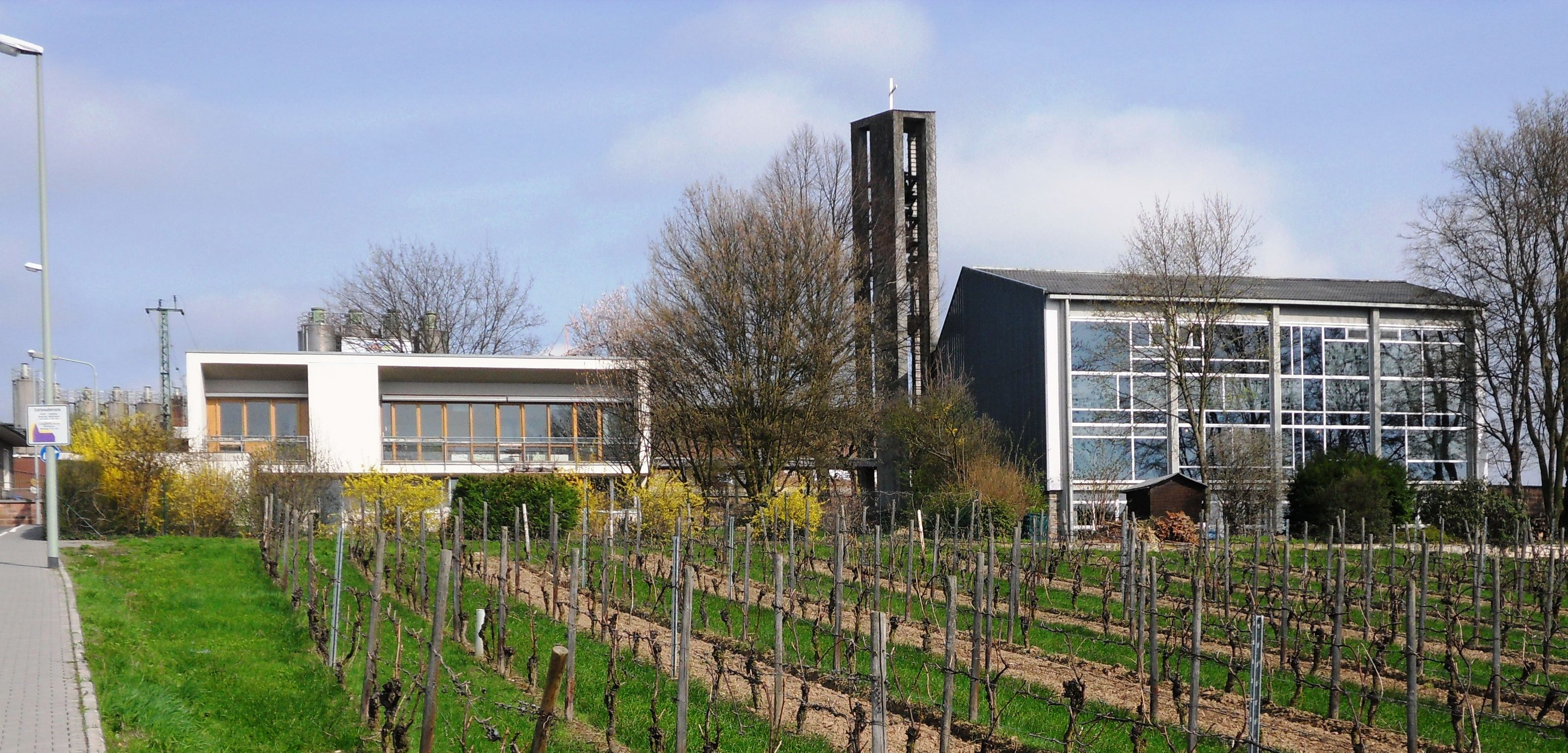
Evangelische Kirche Mittelheim mit Glockenturm und Pfarrhaus

## Geschichte

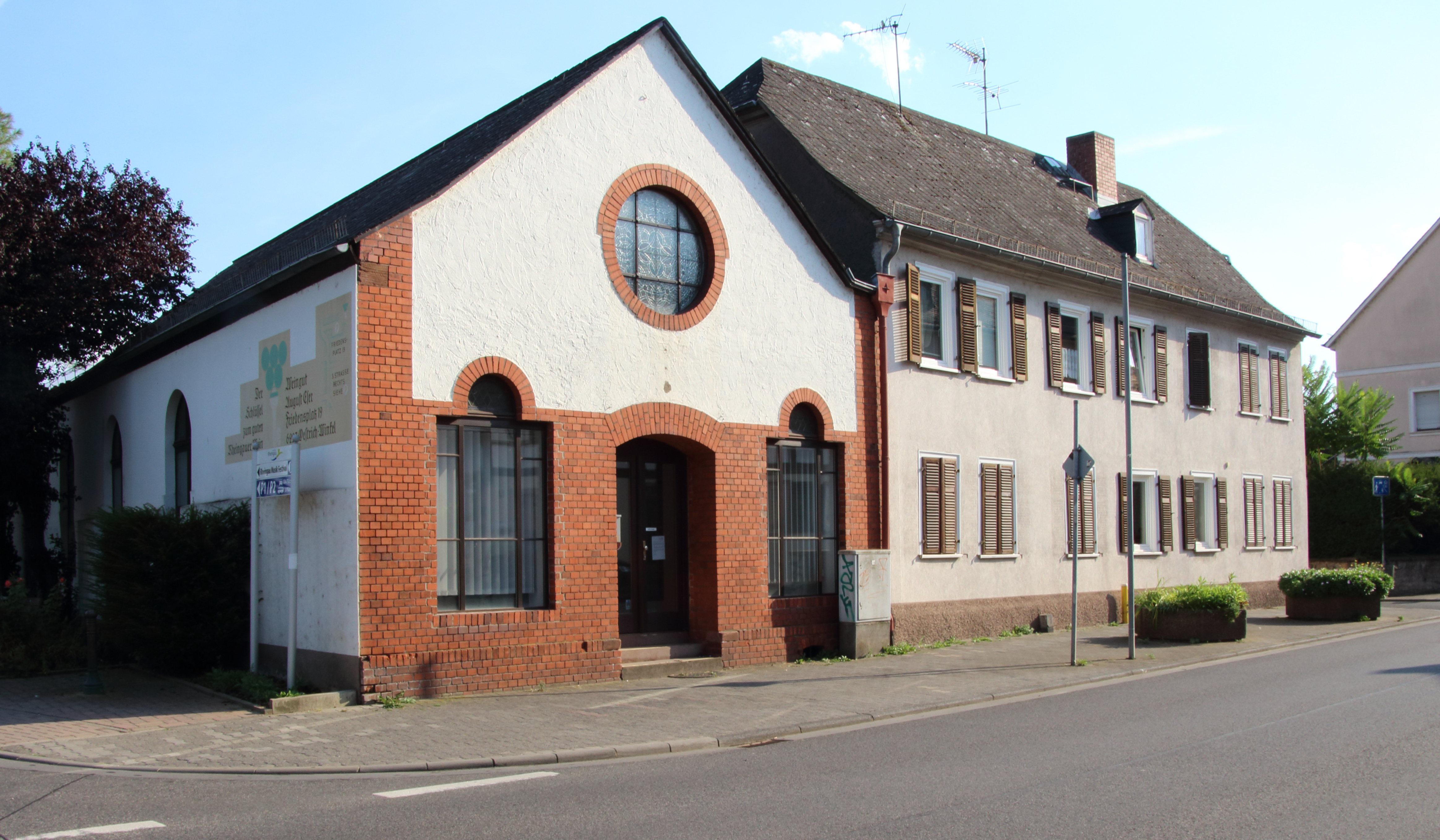
Ehemaliger Betsaal mit Pfarrhaus in Oestrich

Der Rheingau als Teil des Kurfürstentums Mainz war bis zur Säkularisation 1803 über 800 Jahre überwiegend katholisch. Erst als er 1806 an das Herzogtum Nassau und 1866 an Preußen fiel, konnte sich eine kleine evangelische Gemeinde entwickeln. Viele preußische Adlige, Beamte und ihre Familien ließen sich in Wiesbaden und dem Rheingau nieder, so auch die Familie des Admirals und Staatsministers Albrecht von Stosch, der sich maßgeblich für die Bildung einer evangelischen Gemeinde in Oestrich-Winkel einsetzte.
1891 wurde der erste evangelische Pfarrer in sein Amt eingeführt. Man erwarb in der heutigen Rheingaustraße in Oestrich ein Wohnhaus als Pfarrhaus und baute die an das Pfarrhaus anschließende, neben der Chemischen Fabrik Koepp gelegene Winzerhalle 1893 zum Betsaal um. Außer den Ortsteilen von Oestrich-Winkel gehörten und gehören auch Hattenheim, das aufgelöste Kloster Eberbach sowie die Psychiatrische Klinik Eichberg zur neugegründeten Gemeinde.
Nach dem Zweiten Weltkrieg machte das Anwachsen der evangelischen Gemeinde durch Heimatvertriebene und Umsiedler den Bau einer neuen Kirche erforderlich. Nach Plänen des Architekten Hans Günther Hofmann aus Darmstadt wurde 1956 das Ensemble aus heutiger Kirche mit darunter liegendem Gemeindesaal sowie Glockenturm und Pfarrhaus erbaut, die Einweihung erfolgte 1957.

## Beschreibung

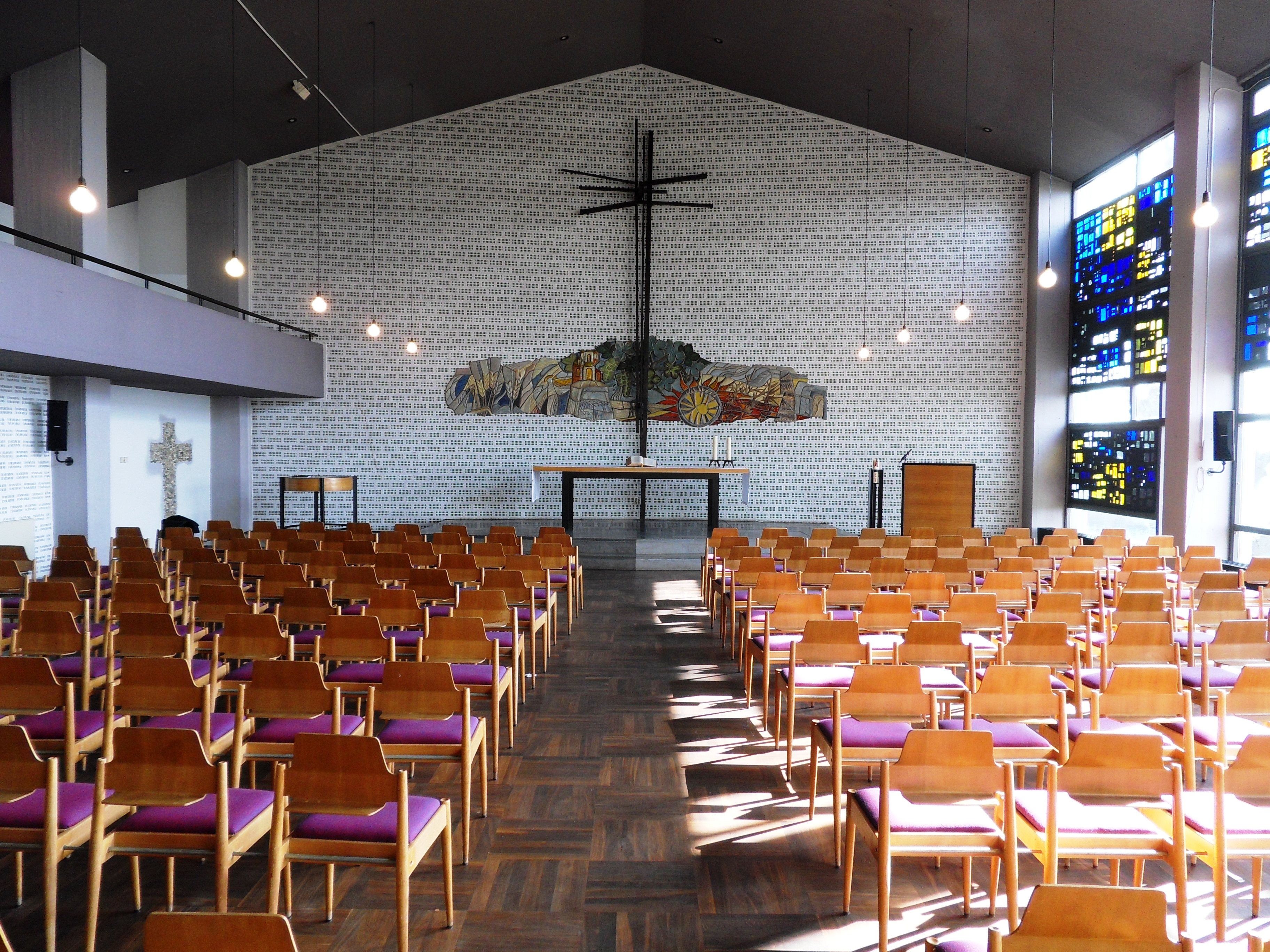
Innenansicht aus dem Jahr 2010 mit noch unverputzter Altarwand

Der Kirchenbau ist ein rechteckiger Saalbau in Betonkonstruktion mit einem Satteldach. Die Südwand zum Rhein hin besteht aus Glaswänden, die durch verschieden große teils farbig verglaste Sprossen unterteilt sind. Im Inneren wurden die Wände aus Hohlblocksteinen und Beton materialsichtig belassen. 1987 gestaltete die Künstlerin Lies Ebinger aus Bad Ems die Altarwand mit einem großen Keramik-Wandbild.
Neben der Kirche befindet sich der offene, freistehende Beton-Glockenturm. Das ebenfalls in Betonkonstruktion errichtete Pfarrhaus ist ein Pultdachbau mit überdachter Loggia zum Rhein hin.

## Orgel
Bei Renovierungsarbeiten im Jahr 2014 wurde die alte ursprünglich nur für eine Friedhofskapelle vorgesehene kleine Orgel stark beschädigt, so dass sich die Gemeinde für den Kauf einer neuen Orgel entschied. Eine neobarocke Bosch-Orgel aus dem Jahr 1975, die vormals ihren Platz in der Laurentiuskirche in Bergen-Enkheim hatte, wurde von der Orgelwerkstatt Krawinkel für die Mittelheimer Kirche um- und in ein komplett neues Orgelgehäuse eingebaut. Die neue Orgel verfügt über 27 Register auf zwei Manualen und Pedal mit insgesamt 1600 Pfeifen. Ihre Einweihung erfolgte zum Reformationstag am 31. Oktober 2014. Zur Verbesserung der schlechten Akustik des Kirchenraums wurde die der Orgel gegenüberliegende Altarwand verputzt und verlor dabei ihre Materialsichtigkeit.